# CatSystem2
CatSystem2（キャットシステム2）は、ういんどみるが開発しているノベルゲーム開発用のゲームエンジンである。開発元ういんどみるの他、クロシェット、フロントウイングなどのゲームで採用された。2008年4月22日に一般公開され、同人ゲームの開発でも使用出来るようになった。